# Giorgio Tozzi
Giorgio Tozzi (8 de enero de 1923 - 30 de mayo de 2011) fue un bajo, cantante de ópera, de nacionalidad estadounidense. Durante muchos años fue uno de los principales artistas de la Metropolitan Opera House, cantando primeros papeles de bajo en la mayor parte de los grandes teatros de ópera del mundo.

## Biografía

### Inicios y carrera
Nacido en Chicago, Illinois, su verdadero nombre era George John Tozzi. Cursó estudios en la Universidad DePaul con Rosa Raisa, Giacomo Rimini y John Daggett Howell. Posteriormente estudió canto en la ciudad de Nueva York con Beverley Peck Johnson. Su debut profesional en el circuito de Broadway llegó en 1948 con una producción de la obra de Benjamin Britten La violación de Lucrecia, en la cual encarnó a Tarquinius. Al siguiente año actuó por vez primera en Londres en la comedia musical Tough at the top, de Vivien Ellis.
Prosiguió su formación musical en Milán con Giulio Lorandi, debutando en 1950 en el "Teatro Nuovo" de esa ciudad con La sonámbula. Posteriormente cantó en diversos teatros italianos (en Turín, Florencia, Parma) y, en particular, en el Teatro de La Scala, en 1953 (Stromminger en La Wally, de Alfredo Catalani, y Lodovico en'Otelo, de Giuseppe Verdi), 1958 y 1962 (Conde de Saint-Bris en Los hugonotes, de Giacomo Meyerbeer).
En 1955, con La Gioconda de Amilcare Ponchielli, comenzó su trayectoria en Metropolitan Opera House, que fue su teatro de elección, y en el cual cantó en más de 500 representaciones, encarnando a Fígaro en Las bodas de Fígaro, Sarastro en La flauta mágica, Don Basilio en El barbero de Sevilla, Pimen en Borís Godunov, Ramfis en'Aida, Fiesco en Simón Boccanegra, Silva en Ernani, Banco en Macbeth, Gremin en'Eugenio Onieghin, Mefistófeles en Fausto, y Colline en La bohème, entre otros. De todos sus personajes, sus preferidos fueron Fígaro (Las bodas de Fígaro, de Wolfgang Amadeus Mozart), Phillip II (Don Carlos, de Giuseppe Verdi), Hans Sachs (Los maestros cantores de Núremberg, de Richard Wagner), y Mefistófeles (Fausto, de Charles Gounod).
En 1957 hizo el papel del título en una emisión nacional de la ópera de Modest Músorgski Borís Godunov, llevada a escena por el NBC Opera Theatre. Al siguiente año, Tozzi fue el Doctor en la obra de Samuel Barber Vanessa. Entre las grabaciones discográficas más destacadas de Tozzi figura la versión dirigida por Sir Thomas Beecham de la pieza de George Frideric Handel El Mesías, editada por RCA Victor en 1959.
Tras doblar las escenas cantadas por el personaje Emile de Becque (interpretado por Rossano Brazzi) en el film de 1958 South Pacific, Tozzi fue también Becque durante muchos años, en varias reposiciones y giras del show, incluyendo una representación en el Lincoln Center a finales de los años 1960. 
Además de su carrera como cantante, Tozzi fue profesor en la Escuela Juilliard, en la Universidad Brigham Young, y en la Universidad de Indiana. En 2006 se retiró de la enseñanza con el título de Profesor Eminente de Canto de la Jacobs School of Music de la Universidad de Indiana.
Tozzi publicó una novela en 1997, The Golem of the Golden West.
Por su trayectoria artística, Tozzi recibió tres Premios Grammy: en 1960 obtuvo el Premio Grammy a la mejor interpretación operística o coral por Las bodas de Fígaro, junto a Erich Leinsdorf; en 1961 consiguió el Premio Grammy a la mejor grabación de ópera por la grabación de la ópera de Puccini Turandot, con Erich Leinsdorf; y en 1963 le dieron el mismo Grammy por la grabación de la ópera dirigida por Georg Solti Aida, de Verdi, interpretada junto a Leontyne Price y Jon Vickers. Además, en 1980 Tozzi ganó una nominación al Premio Tony al mejor primer actor en un musical por su trabajo en The Most Happy Fella.

### Vida personal
Tozzi se casó dos veces. Su primera esposa fue Catherine Dieringer. Tras fallecer ella, el cantante se casó en 1967 con Monte Amundsen, una cantante, con la que tuvo un hijo, Eric, y una hija, Jennifer.
Giorgio Tozzi falleció en 2011 en Bloomington, Indiana, a los 88 años de edad, a causa de un infarto agudo de miocardio. Fue enterrado en el Cementerio de Clear Creek, Indiana.

## Discografía

### Grabaciones en estudio
- Guillermo Tell, de Gioachino Rossini - con Giuseppe Taddei, Rosanna Carteri, Mario Filippeschi, Graziella Sciutti y Plinio Clabassi – dir. Mario Rossi - Cetra 1952
- Il trovatore, de Verdi - con Mario Del Monaco, Renata Tebaldi, Ugo Savarese y Giulietta Simionato – dir. Alberto Erede - Decca 1956
- Rigoletto, de Verdi - con Robert Merrill, Jussi Björling, Roberta Peters, y Rota – dir. Jonel Perlea - RCA 1956
- La bohème, de Giacomo Puccini - con Björling, Victoria de los Ángeles, Merrill, Lucine Amara, John Reardon y Fernando Corena – dir. Thomas Beecham - RCA/HMV 1956
- La fuerza del destino, de Verdi - con Zinka Milanov, Giuseppe Di Stefano, Leonard Warren y Rosalind Elias – dir. Fernando Previtali - RCA/Decca 1958
- Lucía de Lammermoor, de Gaetano Donizetti - con Peters, Jan Peerce y Philip Maero – dir. Erich Leinsdorf - RCA 1958
- El barbero de Sevilla, de Rossini - con Peters, Merrill, Cesare Valletti y Corena – dir. Leinsdorf - RCA 1958
- Las bodas de Fígaro, de Wolfgang Amadeus Mozart - con George London, Lisa Della Casa, Peters y Elias – dir. Leinsdorf - RCA 1958
- Vanessa, de Samuel Barber - con Eleanor Steber, Nicolai Gedda y Resnik – dir. Dimitri Mitropoulos - RCA 1958
- La fanciulla del West, de Puccini – con Tebaldi, Del Monaco y Cornell MacNeil – dir. Franco Capuana - Decca 1958
- Turandot, de Puccini - con Birgit Nilsson, Björling y Tebaldi – dir. Leinsdorf - RCA 1959
- Il trovatore, de Verdi - con Richard Tucker, Leontyne Price, Warren y Elias – dir Arturo Basile - RCA 1959
- El holandés errante, de Richard Wagner - con London, Leonie Rysanek, Liebl y Elias – dir. Antal Dorati - RCA/Decca 1960
- Requiem, de Verdi - con Price, Elias y Björling – dir. Fritz Reiner - RCA/Decca 1960
- La bohème, de Puccini - con Anna Moffo, Tucker, Merrill, Costa, Maero y Onesti – dir. Leinsdorf - RCA 1961
- Aida, de Verdi - con Price, Jon Vickers, Rita Gorr, Merrill, y Clabassi – dir. Georg Solti - RCA/Decca 1962
- La fuerza del destino, de Verdi - con Price, Tucker, Merrill, Ezio Flagello y Shirley Verrett – dir. Thomas Schippers - RCA 1964
- Luisa Miller, de Verdi - con Moffo, Carlo Bergonzi, MacNeil, Verrett y Flagello – dir. Fausto Cleva - RCA 1965

### Grabaciones en directo
- La Wally, de Alfredo Catalani – con Tebaldi, Del Monaco, Giangiacomo Guelfi y Renata Scotto – dir. Carlo Maria Giulini - La Scala 1953 ed. IDIS/Legato
- La fanciulla del West, de Puccini - con Steber, Del Monaco y Guelfi – dir. Mitropoulos - Florencia 1954 - ed. Cetra/Arkadia/Myto
- La Gioconda, de Ponchielli -  con Milanov, Kurt Baum, Warren y Rankin – dir. Cleva - Met 1955 - ed. Bensar/Lyric Distribution
- Aida, de Verdi – con Maria Curtis Verna, Bergonzi, Dalis y Merrill – dir. Cleva - Met 1957 - ed. Bongiovanni
- Sansón y Dalila, de Camille Saint-Saëns - con Del Monaco y Risë Stevens – dir. Cleva - Met 1958 - ed. Myto
- La flauta mágica, de Mozart - con Gedda, Davy, Peters, Uppman y Allen – dir. Leinsdorf - Met 1958 ed. Bensar
- Electra, de Richard Strauss - con Inge Borkh, Yeend, Thebom y Lloyd – dir. Mitropoulos - Carnegie Hall 1958 - ed. Arkadia/Living Stage
- Simón Boccanegra, de Verdi - con Guarrera, Milanov, Bergonzi y Flagello – dir. Mitropoulos - Met 1960 - ed. Walhall
- Simón Boccanegra, de Verdi – con Guarrera, Tebaldi, Tucker y Flagello – dir. Verchi - Met 1961 - ed. Myto
- Nabucco, de Verdi - con Ettore Bastianini, Lucilla Udovich, Renato Cioni y Martin – dir. Francesco Molinari Pradelli - San Francisco (California) 1961 - ed. Lyric Distribution
- Los hugonotes, de Giacomo Meyerbeer - con Franco Corelli, Joan Sutherland, Simionato y Nicholai Ghiaurov – dir. Gianandrea Gavazzeni - La Scala 1962 - ed. Melodram/GOP/Nuova Era
- La Gioconda, de Ponchielli – con Farrell, Corelli, Merrill y Rankin – dir. Cleva - Met 1962 ed. Encore/Celestial Audio
- Ernani, de Verdi - con Bergonzi, Price y Mac Neil – dir. Schippers - Met 1962 - ed. Movimento Musica
- Aida, de Verdi - con Gabriella Tucci, Corelli, Dalis y MacNeil – dir. Schick - Met 1962 - ed. GOP/Myto
- Mefistófeles, de Arrigo Boito - con Konya y Costa – dir. Molinari Pradelli - San Francisco 1963 ed- Premiere Opera
- Don Carlos, de Verdi - con Corelli, Herlea, Rysanek y Dalis – dir. Adler - Met 1964 - ed. Living Stage
- La Gioconda, de Ponchielli - con Curtis Verna, Corelli, Cesare Bardelli y Dunn – dir. Guadagno - Filadelfia 1964 ed. BCS/Lyric Distribution
- La fuerza del destino, de Verdi - con Tucci, Corelli y Bastianini – dir. Santi - Met 1965 - ed. GOP/Myto/Gala
- Simón Boccanegra, de Verdi - con Taddei, Antonietta Stella y Gianfranco Cecchele – dir.  Patanè - Múnich 1966 - ed. GDS
- Don Carlos, de Verdi - con Corelli, Merrill, Raina Kabaivanska y Grace Bumbry – dir. Adler - Met 1970 ed. Opera Lovers